# Robert Reichel
Robert Reichel (Litvínov, 25 giugno 1971) è un ex hockeista su ghiaccio ceco.
Ha vinto la medaglia d'oro olimpica con la nazionale maschile ceca nell'hockey su ghiaccio alle Olimpiadi invernali di Nagano 1998.
Per quanto riguarda le sue partecipazioni ai campionati mondiali, ha vinto due medaglie come rappresentante della Cecoslovacchia, entrambe di bronzo, nel 1990 e nel 1992; mentre con la nazionale della Repubblica Ceca ha conquistato tre medaglie d'oro (1996, 2000 e 2001) e due medaglie di bronzo (1997 e 1998).
A livello giovanile ha ottenuto due medaglie di bronzo (1989 e 1990) ai mondiali Under-20, una medaglia d'oro (1988) e una d'argento (1989) agli europei Under-18.
Nella sua militanza in NHL ha indossato le casacche di Calgary Flames, New York Islanders, Phoenix Coyotes e Toronto Maple Leafs, mentre ha giocato anche in patria con l'HC Litvínov e nella DEL con i Frankfurt Lions.
Si è ritirato nel 2010.